# Скутто, Ассунта
Ассунта Скутто (итал. Assunta Scutto; род. 17 января 2002, Неаполь) — итальянская дзюдоистка, выступающая в весовой категории до 48 кг. Чемпионка мира 2025 года, серебряный призёр чемпионата мира 2024 года, бронзовый призёр чемпионатов мира 2022 и 2023 годов, бронзовый призёр чемпионата Европы 2025 года. 

## Биография
Ассунта Скутто родилась 17 января 2002 года. 

## Карьера
В 2019 году она выиграла титул чемпиона Италии.
В 2021 году стала победительницей турнира из серии Гран-при в Абу-Даби. В этом же году стала чемпионкой мира среди спортсменов не достигших 21 года. 
На чемпионате мира 2022 года, который состоялся в Ташкенте, итальянская спортсменка завоевала бронзовую медаль. 
В мае 2023 года, в столице Катаре, на чемпионате мира, итальянская дзюдоистка в весовой категории до 48 кг стала бронзовым призёром, в поединке за третье место победив казахскую спортсменку Абибу Абужакынову.
Весной 2024 года на предолимпийском чемпионате мира, который состоялся в Объединённых Арабских Эмиратах, Ассунта впервые в карьере вышла в финал, но уступила в поединке за титул спортсменке из Монголии Бавудорж Басанкуу.
В апреле 2025 года на чемпионате Европы в Подгорице в весовой категории до 48 кг завоевала бронзовую медаль. В схватке за третье место победила соперницу из Нидерландов Амбер Герсьес. 
В июне 2025 года на чемпионате мира в Будапеште в весовой категории до 48 кг завоевала золотую медаль. В схватке за титул одолела соперницу из Казахстана Абибу Абужакынову.